# Vòng loại Cúp bóng đá U-20 nữ châu Á 2026
Vòng loại Cúp bóng đá U-20 nữ châu Á 2026 là giải đấu bóng đá nữ quốc tế dành cho lứa tuổi dưới 20 nhằm xác định các đội tuyển tham dự vòng chung kết Cúp bóng đá U-20 nữ châu Á 2026.
Tổng cộng có mười hai đội đủ điều kiện để thi đấu tại vòng chung kết. Đội chủ nhà Thái Lan được đặc cách vượt qua vòng loại, trong khi mười một đội tuyển còn lại sẽ được quyết định thông qua vòng loại. Sẽ chỉ có duy nhất một vòng loại, diễn ra từ ngày 2 đến ngày 10 tháng 8 năm 2025.

## Bốc thăm
Lễ bốc thăm cho vòng loại được tổ chức vào lúc 15:00 MYT (UTC+8) ngày 28 tháng 4 năm 2025 tại trụ sở AFC ở Kuala Lumpur, Malaysia.
Trong số 47 thành viên của AFC, có tổng cộng 33 đội tuyển đã tham dự vòng loại. Không giống như các giải đấu trước, giải lần này không có suất tham dự tự động dành cho các đội đã đạt thứ hạng cao tại vòng chung kết trước đó, và vì vậy tất cả các đội đều phải thi đấu từ vòng loại (ngoại trừ đội chủ nhà của vòng chung kết Thái Lan được đặc cách vượt qua vòng loại). 33 đội được chia thành bảy bảng 4 đội và một bảng 5 đội, các đội được xếp hạt giống dựa trên hệ thống điểm có được từ thứ hạng cuối cùng của họ tại ba vòng chung kết trước đây.
|                       | Nhóm 1                                                         | Nhóm 2                                                                                | Nhóm 3                                                                 | Nhóm 4                                          | Nhóm 5 (không xếp hạng)                      |
| --------------------- | -------------------------------------------------------------- | ------------------------------------------------------------------------------------- | ---------------------------------------------------------------------- | ----------------------------------------------- | -------------------------------------------- |
| Đội chủ nhà vòng loại | - Trung Quốc (H) - Việt Nam (H) - Uzbekistan (H) - Myanmar (H) |                                                                                       | - Malaysia (H) - Bhutan (H) - Lào (H)                                  | - Tajikistan (H)                                |                                              |
| Các đội còn lại       | - CHDCND Triều Tiên - Nhật Bản - Úc - Hàn Quốc                 | - Đài Bắc Trung Hoa - Iran - Liban - Nepal - Ấn Độ - Jordan - Kyrgyzstan - Bangladesh | - Hồng Kông - Campuchia - Palestine - Quần đảo Bắc Mariana - Indonesia | - Guam - Turkmenistan - Mông Cổ (W) - Singapore | - Bahrain - Ả Rập Xê Út - Syria - Đông Timor |

Ghi chú
- Các đội được in đậm là những đội vượt qua vòng loại.
- (H): Chủ nhà của các bảng đấu ở vòng loại được xác định trước lễ bốc thăm. Những đội này được tách ra từ các nhóm hạt giống tương ứng và được đặt vào một nhóm riêng dành cho chủ nhà, không thể được xếp vào cùng một bảng.
- (W): Rút lui

Không tham dự
- Afghanistan
- Brunei
- Iraq
- Kuwait
- Ma Cao
- Maldives
- Oman
- Pakistan
- Philippines
- Qatar
- Sri Lanka
- UAE
- Yemen

## Các tiêu chí
Các đội được xếp hạng theo điểm (3 điểm cho một trận thắng, 1 điểm cho một trận hòa, 0 điểm cho một trận thua), và nếu bằng điểm, các tiêu chí sau đây sẽ được áp dụng theo thứ tự, để xác định thứ hạng:
1. Điểm trong các trận đối đầu trực tiếp giữa các đội có liên quan;
2. Hiệu số bàn thắng thua trong các trận đối đầu trực tiếp giữa các đội có liên quan;
3. Số bàn thắng ghi được trong các trận đối đầu trực tiếp giữa các đội có liên quan;
4. Nếu có nhiều hơn hai đội bằng điểm và sau khi đã áp dụng các tiêu chí đối đầu ở trên, vẫn còn hai hay nhiều đội có thứ hạng ngang nhau, tiếp tục áp dụng các tiêu chí trên cho riêng các đội này cho đến khi tính được thứ hạng cuối cùng. Nếu việc này không dẫn đến kết quả, áp dụng các tiêu chí tiếp theo;
5. Hiệu số bàn thắng thua trong tất cả các trận đấu bảng;
6. Số bàn thắng ghi được trong tất cả các trận đấu bảng;
7. Sút luân lưu nếu chỉ có hai đội liên quan và họ gặp nhau trong trận đấu cuối cùng của bảng;
8. Điểm kỷ luật (thẻ vàng = –1 điểm, thẻ đỏ gián tiếp (2 thẻ vàng) = –3 điểm, thẻ đỏ trực tiếp = –3 điểm, thẻ vàng và thẻ đỏ trực tiếp = –4 điểm);
9. Bốc thăm.

## Vòng bảng

### Bảng A
- Tất cả các trận đấu được tổ chức tại Bhutan.
- Thời gian được liệt kê là UTC+6.

| VT | Đội               | ST | T | H | B | BT | BB | HS  | Đ | Giành quyền tham dự |
| -- | ----------------- | -- | - | - | - | -- | -- | --- | - | ------------------- |
| 1  | CHDCND Triều Tiên | 3  | 3 | 0 | 0 | 36 | 0  | +36 | 9 | Vòng chung kết      |
| 2  | Nepal             | 3  | 1 | 1 | 1 | 2  | 12 | −10 | 4 |                     |
| 3  | Ả Rập Xê Út       | 3  | 1 | 0 | 2 | 2  | 17 | −15 | 3 |                     |
| 4  | Bhutan (H)        | 3  | 0 | 1 | 2 | 2  | 13 | −11 | 1 |                     |
| 5  | Mông Cổ           | 0  | 0 | 0 | 0 | 0  | 0  | 0   | 0 | Rút lui             |

| CHDCND Triều Tiên | 15–0     | Ả Rập Xê Út |
| --- | -------- | ----------- |
| - Choe Rim-jong 2' - Pak Ok-i 6', 23', 81' - Kang Ryu-mi 17', 42', 48' - Ri Su-jong 29', 31' - Ro Un-hyang 40', 45+1' - Ri Ye-gyong 54' - So Ryu-gyong 51' - Choe Chong-gum 58', 68' | Chi tiết |             |

| Nepal      | 1–1      | Bhutan           |
| ---------- | -------- | ---------------- |
| Pariyar 1' | Chi tiết | Keld. Wangmo 18' |

| Ả Rập Xê Út | 0–1      | Nepal            |
| ----------- | -------- | ---------------- |
|             | Chi tiết | Sukriya Miya 89' |

| Bhutan | 0–10     | CHDCND Triều Tiên |
| ------ | -------- | --- |
|        | Chi tiết | - Yon A Choe 3' - Ro Un-hyang 11' - Pak Ok-i 21' - Kang Ryu-mi 31' - Ho Kyong 34', 61', 66' - Jon II-chong 49', 58' - So Ryu-gyong 55' |

| CHDCND Triều Tiên | 11–0     | Nepal |
| --- | -------- | ----- |
| - Ho Kyong 2', 12', 24', 37', 41' - Pak Ok-i 50' - Choe Chong-gum 53', 90+1', 90+5' - Jong Pok-yong 88' - Pak Son-gyong 90+7' | Chi tiết |       |

| Bhutan      | 1–2      | Ả Rập Xê Út                      |
| ----------- | -------- | -------------------------------- |
| - Lhamo 29' | Chi tiết | - Abualsamh 52' - Al-Shnaifi 61' |

### Bảng B
- Tất cả các trận đấu được tổ chức tại Việt Nam.
- Thời gian được liệt kê là UTC+7.

| VT | Đội          | ST | T | H | B | BT | BB | HS  | Đ | Giành quyền tham dự |
| -- | ------------ | -- | - | - | - | -- | -- | --- | - | ------------------- |
| 1  | Việt Nam (H) | 3  | 3 | 0 | 0 | 14 | 0  | +14 | 9 | Vòng chung kết      |
| 2  | Hồng Kông    | 3  | 2 | 0 | 1 | 5  | 8  | −3  | 6 |                     |
| 3  | Kyrgyzstan   | 3  | 1 | 0 | 2 | 2  | 5  | −3  | 3 |                     |
| 4  | Singapore    | 3  | 0 | 0 | 3 | 1  | 9  | −8  | 0 |                     |

| Kyrgyzstan     | 1–2      | Hồng Kông                               |
| -------------- | -------- | --------------------------------------- |
| - Gaparova 68' | Chi tiết | - Wei Lan 52' - Leung Hong Kiu Anke 90' |

| Việt Nam | 5–0      | Singapore |
| --- | -------- | --------- |
| - Nguyễn Vĩnh Thục Nghi 15' - Y Za Lương 48' - Nguyễn Ngô Thảo Nguyên 50' - Nguyễn Thị Thương 86' - Cà Thị Phượng 88' | Chi tiết |           |

| Singapore | 0–1      | Kyrgyzstan     |
| --------- | -------- | -------------- |
|           | Chi tiết | - Gaparova 25' |

| Hồng Kông | 0–6      | Việt Nam |
| --------- | -------- | --- |
|           | Chi tiết | - Trương Thị Hoài Trinh 15', 34' - Ngân Thị Thanh Hiếu 46' - Nguyễn Thị Thùy Linh 65' - Lưu Hoàng Vân 67' - Đỗ Thị Thúy Nga 89' |

| Hồng Kông                                              | 3–1      | Singapore              |
| ------------------------------------------------------ | -------- | ---------------------- |
| - Leung Hong Kiu Anke 26', 47' - Ko Pak Ling Lucia 62' | Chi tiết | - Tsz Cheng 24' (o.g.) |

| Việt Nam                                               | 3–0      | Kyrgyzstan |
| ------------------------------------------------------ | -------- | ---------- |
| - Lưu Hoàng Vân 3' - Đào Khánh Vy 28' - Y Za Lương 74' | Chi tiết |            |

### Bảng C
- Tất cả các trận đấu được tổ chức tại Tajikistan.
- Thời gian được liệt kê là UTC+5.

| VT | Đội               | ST | T | H | B | BT | BB | HS  | Đ | Giành quyền tham dự |
| -- | ----------------- | -- | - | - | - | -- | -- | --- | - | ------------------- |
| 1  | Úc                | 3  | 3 | 0 | 0 | 20 | 0  | +20 | 9 | Vòng chung kết      |
| 2  | Đài Bắc Trung Hoa | 3  | 2 | 0 | 1 | 7  | 3  | +4  | 6 | Vòng chung kết      |
| 3  | Palestine         | 3  | 1 | 0 | 2 | 2  | 7  | −5  | 3 |                     |
| 4  | Tajikistan (H)    | 3  | 0 | 0 | 3 | 0  | 19 | −19 | 0 |                     |

| Đài Bắc Trung Hoa                           | 4–0      | Palestine |
| ------------------------------------------- | -------- | --------- |
| - Kao Hsin 38' - Fu Chih-Ling 50', 62', 50' | Chi tiết |           |

| Úc | 14–0     | Tajikistan |
| --- | -------- | ---------- |
| - Halmarick 3', 7', 20', 42' - Breier 22' - Caspers 28' - Ochildieva 31' (l.n.) - Fuller 48' - Prakash 50' (ph.đ.), 72' - Saveska 58', 82', 90+4' - Luchtmeijer 89' | Chi tiết |            |

| Palestine | 0–3      | Úc                                       |
| --------- | -------- | ---------------------------------------- |
|           | Chi tiết | - Trimis 8' - Luchtmeijer 68' - Lobo 80' |

| Tajikistan | 0–3      | Đài Bắc Trung Hoa                    |
| ---------- | -------- | ------------------------------------ |
|            | Chi tiết | - Kao Hsin 6', 29' - Li Chun-Mei 61' |

| Úc                                             | 3–0      | Đài Bắc Trung Hoa |
| ---------------------------------------------- | -------- | ----------------- |
| - Lin Szu-ying 37' (l.n.) - Halmarick 64', 76' | Chi tiết |                   |

| Palestine           | 2–0      | Tajikistan |
| ------------------- | -------- | ---------- |
| - Abuasfar 36', 76' | Chi tiết |            |

### Bảng D
- Tất cả các trận đấu được tổ chức tại Myanmar.
- Thời gian được liệt kê là UTC+6:30.

| VT | Đội          | ST | T | H | B | BT | BB | HS  | Đ | Giành quyền tham dự |
| -- | ------------ | -- | - | - | - | -- | -- | --- | - | ------------------- |
| 1  | Ấn Độ        | 3  | 2 | 1 | 0 | 8  | 0  | +8  | 7 | Vòng chung kết      |
| 2  | Indonesia    | 3  | 1 | 2 | 0 | 6  | 2  | +4  | 5 |                     |
| 3  | Myanmar (H)  | 3  | 1 | 1 | 1 | 8  | 4  | +4  | 4 |                     |
| 4  | Turkmenistan | 3  | 0 | 0 | 3 | 1  | 17 | −16 | 0 |                     |

| Myanmar                                                                | 6–1      | Turkmenistan  |
| ---------------------------------------------------------------------- | -------- | ------------- |
| - Ei Thet Phyo 14', 28', 54' - Daisy Aung 25', 43' - Yin Loon Eain 65' | Chi tiết | - Babaýewa 6' |

| Ấn Độ | 0–0      | Indonesia |
| ----- | -------- | --------- |
|       | Chi tiết |           |

| Indonesia                   | 2–2      | Myanmar                       |
| --------------------------- | -------- | ----------------------------- |
| - Handayani 69' - Azkha 72' | Chi tiết | - Yin Loon Eain 39' - Win 53' |

| Turkmenistan | 0–7      | Ấn Độ                                                                         |
| ------------ | -------- | ----------------------------------------------------------------------------- |
|              | Chi tiết | - Singh 7', 42' - Nongmeikapam 14' - Toijam 35' - Raul 38', 90+6' - Pooja 65' |

| Myanmar | 0–1      | Ấn Độ       |
| ------- | -------- | ----------- |
|         | Chi tiết | - Pooja 27' |

| Indonesia                                                              | 4–0      | Turkmenistan |
| ---------------------------------------------------------------------- | -------- | ------------ |
| - Gea Yumanda 10' - Nadhifa 27' - Handayani 39' - Aulia Mabruroh 90+1' | Chi tiết |              |

### Bảng E
- Tất cả các trận đấu được tổ chức tại Trung Quốc.
- Thời gian được liệt kê là UTC+8.

| VT | Đội            | ST | T | H | B | BT | BB | HS  | Đ | Giành quyền tham dự |
| -- | -------------- | -- | - | - | - | -- | -- | --- | - | ------------------- |
| 1  | Trung Quốc (H) | 3  | 3 | 0 | 0 | 21 | 0  | +21 | 9 | Vòng chung kết      |
| 2  | Liban          | 3  | 2 | 0 | 1 | 3  | 9  | −6  | 6 |                     |
| 3  | Syria          | 3  | 0 | 1 | 2 | 1  | 8  | −7  | 1 |                     |
| 4  | Campuchia      | 3  | 0 | 1 | 2 | 0  | 8  | −8  | 1 |                     |

| Liban       | 1–0      | Campuchia |
| ----------- | -------- | --------- |
| - Hasno 63' | Chi tiết |           |

| Trung Quốc                                                                           | 6–0      | Syria |
| ------------------------------------------------------------------------------------ | -------- | ----- |
| - Lu Jiayu 11', 30' - Zheng Lu 40' - Zhang Yiqian 45+3' - Xiao Yafei 53' - Li Ke 63' | Chi tiết |       |

| Syria         | 1–2      | Liban                           |
| ------------- | -------- | ------------------------------- |
| - Baddour 57' | Chi tiết | - Hasno 19' - Ismail 64' (l.n.) |

| Campuchia | 0–7      | Trung Quốc                                                                                     |
| --------- | -------- | ---------------------------------------------------------------------------------------------- |
|           | Chi tiết | - Lu Jiayu 7', 14' - Wang Aifang 54' - Zheng Lu 60' - Zhang Yiqian 61', 76' - Xiao Yafei 90+3' |

| Campuchia | 0–0      | Syria |
| --------- | -------- | ----- |
|           | Chi tiết |       |

| Trung Quốc                                                                                                  | 8–0      | Liban |
| --- | -------- | ----- |
| - Zheng Lu 7' - Liu Ling 17' - Zhang Yiqian 25' - Lu Jiayu 28', 38', 69' - Xiao Yafei 40' - Wang Aifang 75' | Chi tiết |       |

### Bảng F
- Tất cả các trận đấu được tổ chức tại Malaysia.
- Thời gian được liệt kê là UTC+8.

| VT | Đội          | ST | T | H | B | BT | BB | HS  | Đ | Giành quyền tham dự |
| -- | ------------ | -- | - | - | - | -- | -- | --- | - | ------------------- |
| 1  | Nhật Bản     | 3  | 3 | 0 | 0 | 32 | 0  | +32 | 9 | Vòng chung kết      |
| 2  | Iran         | 3  | 2 | 0 | 1 | 5  | 11 | −6  | 6 |                     |
| 3  | Malaysia (H) | 3  | 1 | 0 | 2 | 2  | 19 | −17 | 3 |                     |
| 4  | Guam         | 3  | 0 | 0 | 3 | 0  | 9  | −9  | 0 |                     |

| Nhật Bản                                              | 5–0      | Guam |
| ----------------------------------------------------- | -------- | ---- |
| - Nezu 6' - Fujisaki 10', 84' - Tsuge 44' - Tsuda 74' | Chi tiết |      |

| Iran                              | 3–0      | Malaysia |
| --------------------------------- | -------- | -------- |
| - Dini 14', 28' - Ghajarian 90+3' | Chi tiết |          |

| Guam | 0–2      | Iran                     |
| ---- | -------- | ------------------------ |
|      | Chi tiết | - Dini 14' - Rahmani 59' |

| Malaysia | 0–16     | Nhật Bản |
| -------- | -------- | --- |
|          | Chi tiết | - Tsuda 6', 24', 31', 61' - Itamura 15', 18', 35' - Furuta 45+3', 46', 90+3' - Kojima 53', 59', 88' - Tsuge 63' - Kurimoto 68', 77' |

| Nhật Bản | 11–0     | Iran |
| --- | -------- | ---- |
| - Yokoyama 12' - Furuta 18' - Itamura 24', 43', 50' - Fujisaki 34', 52', 57' - Tsuda 62' - Takahashi 74', 90+1' | Chi tiết |      |

| Malaysia                  | 2–0      | Guam |
| ------------------------- | -------- | ---- |
| - Carlmila Kaseh 64', 86' | Chi tiết |      |

### Bảng G
- Tất cả các trận đấu được tổ chức tại Uzbekistan.
- Thời gian được liệt kê là UTC+5.

| VT | Đội                  | ST | T | H | B | BT | BB | HS  | Đ | Giành quyền tham dự |
| -- | -------------------- | -- | - | - | - | -- | -- | --- | - | ------------------- |
| 1  | Uzbekistan (H)       | 3  | 2 | 1 | 0 | 19 | 3  | +16 | 7 | Vòng chung kết      |
| 2  | Jordan               | 3  | 2 | 1 | 0 | 15 | 4  | +11 | 7 | Vòng chung kết      |
| 3  | Quần đảo Bắc Mariana | 3  | 1 | 0 | 2 | 4  | 14 | −10 | 3 |                     |
| 4  | Bahrain              | 3  | 0 | 0 | 3 | 0  | 17 | −17 | 0 |                     |

| Jordan                                                     | 6–1      | Quần đảo Bắc Mariana |
| ---------------------------------------------------------- | -------- | -------------------- |
| - Batayneh 2' - Al-Titi 45+1', 57', 59' - Abu Ali 82', 87' | Chi tiết | - Elayda 74'         |

| Uzbekistan | 8–0      | Bahrain |
| --- | -------- | ------- |
| - Shodieva 3', 35' - Bakhtiyarova 23' - Mamatkulova 29' - Saydabbosova 55' - Al-Doseri 64' (l.n.) - Al-Saffar 77' (l.n.) - Dekanbaeva 78' | Chi tiết |         |

| Bahrain | 0–6      | Jordan                                                                           |
| ------- | -------- | -------------------------------------------------------------------------------- |
|         | Chi tiết | - Batayneh 7', 90' - Al-Khawaja 24' - Al-Titi 27' - Ma'touq 74' - Al-Zurikat 81' |

| Quần đảo Bắc Mariana | 0–8      | Uzbekistan |
| -------------------- | -------- | --- |
|                      | Chi tiết | - Nurmuhammadova 5', 73' - Egamberdieva 7', 54' - Aminjonova 28' - Dekanbaeva 37' - Bakhtiyarova 55' - Mamatkulova 80' |

| Quần đảo Bắc Mariana               | 3–0      | Bahrain |
| ---------------------------------- | -------- | ------- |
| - Chavez 22', 90+3' - Manahane 84' | Chi tiết |         |

| Uzbekistan                                               | 3–3      | Jordan                                             |
| -------------------------------------------------------- | -------- | -------------------------------------------------- |
| - Bakhtiyarova 45+3' - Aminjonova 76' - Egamberdieva 84' | Chi tiết | - Al-Zurikat 44' - Al-Khawaja 61' - Abu Hazeem 85' |

### Bảng H
- Tất cả các trận đấu được tổ chức tại Lào.
- Thời gian được liệt kê là UTC+7.

| VT | Đội        | ST | T | H | B | BT | BB | HS  | Đ | Giành quyền tham dự |
| -- | ---------- | -- | - | - | - | -- | -- | --- | - | ------------------- |
| 1  | Hàn Quốc   | 3  | 3 | 0 | 0 | 16 | 1  | +15 | 9 | Vòng chung kết      |
| 2  | Bangladesh | 3  | 2 | 0 | 1 | 12 | 7  | +5  | 6 | Vòng chung kết      |
| 3  | Lào (H)    | 3  | 1 | 0 | 2 | 3  | 4  | −1  | 3 |                     |
| 4  | Đông Timor | 3  | 0 | 0 | 3 | 0  | 19 | −19 | 0 |                     |

| Hàn Quốc | 9–0      | Đông Timor |
| --- | -------- | ---------- |
| - Kim Ye-eun 15', 20', 37' - Jin Hye-rin 45+3' - Lee Ha-eun 50', 89' - Bae Yoon-kyung 88' - Cho Hye-young 90+1' - Choi Ju-hong 90+3' | Chi tiết |            |

| Bangladesh                        | 3–1      | Lào            |
| --------------------------------- | -------- | -------------- |
| - Sagorika 36', 90+2' - Munki 59' | Chi tiết | - Keo Onsy 87' |

| Đông Timor | 0–8      | Bangladesh                                                                           |
| ---------- | -------- | ------------------------------------------------------------------------------------ |
|            | Chi tiết | - Sikha 20' - Shanti 33' - Sagorika 36', 73' - Trishna 45+4', 57', 82' - Munki 90+6' |

| Lào | 0–1      | Hàn Quốc         |
| --- | -------- | ---------------- |
|     | Chi tiết | - Kim Ye-eun 84' |

| Hàn Quốc                                                                        | 6–1      | Bangladesh    |
| ------------------------------------------------------------------------------- | -------- | ------------- |
| - Lee Ha-eun 19', 87' (ph.đ.), 90' - Cho Hye-young 48', 60' - Jin Hye-rin 90+6' | Chi tiết | - Trishna 15' |

| Lào                                | 2–0      | Đông Timor |
| ---------------------------------- | -------- | ---------- |
| - Keo Onsy 17' - Choummanyvong 44' | Chi tiết |            |

## Xếp hạng các đội nhì bảng đấu
| VT | Bg | Đội               | ST | T | H | B | BT | BB | HS  | Đ | Giành quyền tham dự |
| -- | -- | ----------------- | -- | - | - | - | -- | -- | --- | - | ------------------- |
| 1  | G  | Jordan            | 3  | 2 | 1 | 0 | 15 | 4  | +11 | 7 | Vòng chung kết      |
| 2  | H  | Bangladesh        | 3  | 2 | 0 | 1 | 12 | 7  | +5  | 6 | Vòng chung kết      |
| 3  | C  | Đài Bắc Trung Hoa | 3  | 2 | 0 | 1 | 7  | 3  | +4  | 6 | Vòng chung kết      |
| 4  | B  | Hồng Kông         | 3  | 2 | 0 | 1 | 5  | 8  | −3  | 6 |                     |
| 5  | F  | Iran              | 3  | 2 | 0 | 1 | 5  | 11 | −6  | 6 |                     |
| 6  | E  | Liban             | 3  | 2 | 0 | 1 | 3  | 9  | −6  | 6 |                     |
| 7  | D  | Indonesia         | 3  | 1 | 2 | 0 | 6  | 2  | +4  | 5 |                     |
| 8  | A  | Nepal             | 3  | 1 | 1 | 1 | 2  | 12 | −10 | 4 |                     |

## Các đội tuyển vượt qua vòng loại
Dưới đây là các đội tuyển vượt qua vòng loại để tham dự Cúp bóng đá U-20 nữ châu Á 2026.
| Đội      | Tư cách vượt qua vòng loại | Ngày vượt qua vòng loại | Số lần tham dự trước đó ở Cúp bóng đá U-20 nữ châu Á |
| -------- | -------------------------- | ----------------------- | ---------------------------------------------------- |
| Thái Lan | Chủ nhà                    | 14 tháng 4 năm 2025     | 7 (2002, 2004, 2007, 2009, 2015, 2017, 2019)         |
| TBD      |                            | tháng 8 năm 2025        |                                                      |
| TBD      |                            | tháng 8 năm 2025        |                                                      |
| TBD      |                            | tháng 8 năm 2025        |                                                      |
| TBD      |                            | tháng 8 năm 2025        |                                                      |
| TBD      |                            | tháng 8 năm 2025        |                                                      |
| TBD      |                            | tháng 8 năm 2025        |                                                      |
| TBD      |                            | tháng 8 năm 2025        |                                                      |
| TBD      |                            | tháng 8 năm 2025        |                                                      |
| TBD      |                            | tháng 8 năm 2025        |                                                      |
| TBD      |                            | tháng 8 năm 2025        |                                                      |
| TBD      |                            | tháng 8 năm 2025        |                                                      |

Ghi chú
In đậm chỉ nhà vô địch của năm đó. In nghiêng cho biết chủ nhà của năm đó.